# Gubei
Gubei (古北S, GǔběiP; dialetto di Shanghai: ku2poh4) è un'area residenziale del distretto di Changning, Shanghai, in Cina. Si trova a sud di Hongqiao e a est di Xujiahui, ed è nota per ospitare gran parte della popolazione asiatica non cinese di Shanghai, compresi giapponesi, coreani e taiwanesi.

## Istruzione
- Scuola internazionale di Yew Chung-Shanghai
- Scuola sperimentale di Jianqing
- Shanghai United International School
- Concord Bilingual High School
- Scuola internazionale di Hongqiao

## Servizi

### Stazioni
- Stazione di Yili Road (Linea 10)
- Stazione di Shuicheng Road (Linea 10)